# Pierre Claude François Daunou
Pierre Claude François Daunou (Boulogne-sur-Mer, 18 de agosto de 1761 – Paris, 20 de junho de 1840, foi um foi um ex-padre, estadista e historiador francês da Revolução e do Império. Escritor, serviu como arquivista da nação tanto no Império quanto na Restauração, contribuiu com um volume para a Histoire littéraire de la France e publicou mais de vinte volumes de palestras que proferiu quando ocupou a cadeira de história e ética no Collège de France.

## Biografia

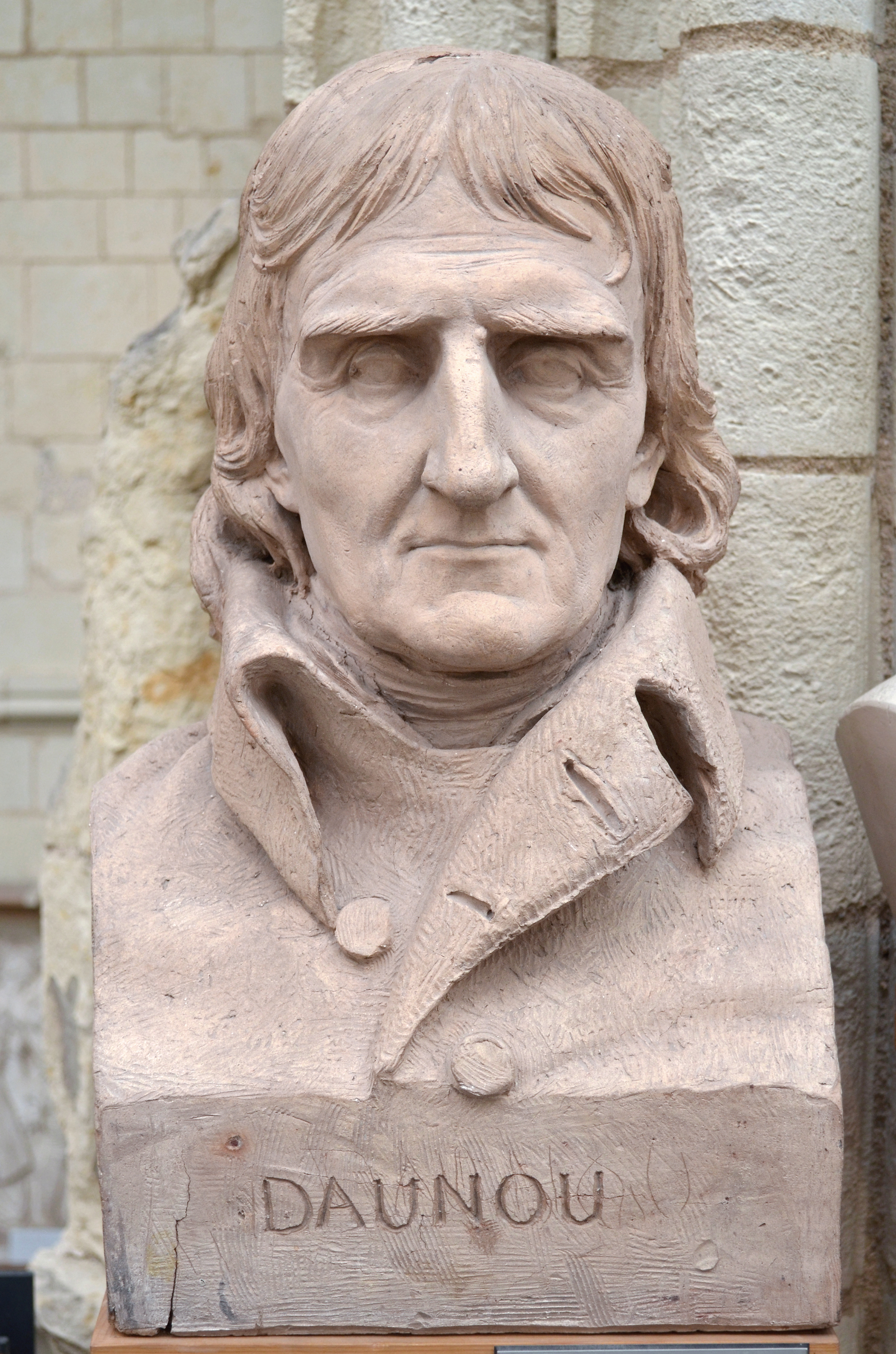
Busto de Daunou, por Pierre Jean David (1840).

Estudou na escola da ordem dos oratorianos na cidade natal, Boulogne-sur-Mer, onde fez uma brilhante carreira que o habilitou a ingressar na ordem em Paris, no ano de 1777; daí foi professor em vários seminários entre os anos de 1780 a 1787, quando finalmente foi ordenado sacerdote. Quando dois depois teve início a Revolução era já conhecido no meio literário por seus ensaios e poemas, de forma que os eventos lhe abriram os horizontes para uma carreira mais ampla.
Daunou então se lançou com ardor na luta pela liberdade e, quando recebeu da Igreja a oferta de altos cargos, recusou-os para continuar na defesa da constituição civil do clero.
Durante a Convenção foi eleito por Pas-de-Calais e se associou aos girondinos, embora tenha se oposto veementemente à execução do rei. Teve pouca participação na luta contra a Montanha mas por seu envolvimento na derrubada dos antigos companheiros, foi preso durante um ano.
Em dezembro de 1794 voltou à Convenção e foi o principal autor da Constituição do Ano III. Provavelmente por suas ideias girondinas que os Anciões receberam o direito de convocar o corpo legislativo a se reunir fora de Paris, expediente que tornou possível o golpe de Estado de Napoleão do dia 18 e 19 Brumário.
A organização do Institut de France é uma de suas realizações, havendo elaborado os planos para a sua criação. Com a insurreição monarquista de 13 Vendémiaire foi graças à sua enérgica reação que esta foi suprimida. Foi o primeiro presidente do Diretório, importante posição que foi fruto de haver sido eleito por vinte e sete Departamentos como membro do Conselho dos Quinhentos; ele então fixou a idade mínima para integrar o Conselho em quarenta anos, excluindo assim a si mesmo, pois contava então trinta e quatro anos.
Havendo o governo assim sido transferido a Talleyrand e seus associados, Daunou dedicou-se novamente à literatura mas, em 1798 foi enviado a Roma a fim de organizar a República Romana e depois, um tanto quanto a contragosto, ajudou Napoleão durante o Consulado no preparo da Constituição do Ano VIII. Ele permaneceu bastante ambivalente em relação a Napoleão, mas o apoiou contra o Papa Pio VII e os Estados Papais, fornecendo-lhe argumentos históricos em um tratado erudito intitulado Sur la puissance temporelle du Pape ("Sobre o Poder Temporal do Papado") em 1809. No entanto, ele pouco participou do novo regime, do qual se ressentia, e se voltou cada vez mais para a literatura. Na Restauração, em 1814, foi privado do cargo de arquivista do Império que ocupava desde 1807. Em 1819, tornou-se catedrático de história e ética no Collège de France; nessa função, seus cursos estavam entre os mais famosos do período. Com o advento da Monarquia de julho de 1830, ele recuperou seu antigo posto, agora sob o título de Arquivista do Reino . Em 1839, Daunou foi feito nobre, havendo recebido várias homenagens sob o reinado de Luís Filipe.

## Legado
Sobre a importância histórica de Daunou, registrou a Encyclopædia Britannica (edição de 1911):
"Na política, Daunou era um girondino sem combatividade; um republicano convicto, que sempre se prestou à política de conciliação, mas cuja probidade permaneceu incontestada. Ele pertencia essencialmente ao centro e carecia do gênio e do temperamento que lhe garantiriam um lugar de comando em uma era revolucionária. Como historiador, sua amplitude de visão é notável para sua época pois, embora totalmente imbuído do espírito clássico do século 18, ele foi capaz de fazer justiça à Idade Média. Seu Discours sur l'état des lettres au XIIIe siècle, no décimo sexto volume da Histoire littéraire de France, é uma contribuição notável para essa vasta coleção, especialmente vindo de um autor tão profundamente versado nos clássicos antigos. As palestras de Daunou no Collège de France, coletadas e publicadas após sua morte, preenchem vinte volumes (Cours d'études historiques, 1842-1846). Eles tratam principalmente da crítica das fontes e do método apropriado de escrever história, e ocupam um lugar importante na evolução do estudo científico da história na França. Todas as suas obras foram escritas no estilo mais elegante e dicção casta; mas além de sua participação na edição do Historiens de la France, eles estavam principalmente na forma de artigos separados sobre assuntos literários e históricos. Pessoalmente, Daunou era reservado e um tanto austero, preservando em seus hábitos uma estranha mistura de burguês e monge. Seu trabalho infatigável como arquivista na época em que Napoleão estava transferindo tantos tesouros para Paris deu a ele a gratidão dos estudiosos que o seguiram."